# Трстењак рогожар
Трстењак рогожар (лат. Acrocephalus schoenobaenus) је птица селица из реда птица певачица која живи у тршћацима језера, река и мочвара.

## Опис
Дужина тела јој је од 11 до 13 cm. Птица је смеђе боје са црним штрафтама по горнјем делу тела. Чело и потиљак су црно обојени са благим светлим штрафтама а обрва је беле боје. Груди су светло крем боје и у зависности од годишњег доба могу бити благо прошарана танким тамносмеђим пругама. Код ове врсте не постоји разлика између полова. Пева чеврљајући без одрђене мелодије и имитира друге врсте рода Acrocephalus.

## Распрострањење и станиште
Гнезди се у централно, источној и северној Европи, као и у деловима западне и јужне Евреопе, и у западном делу северне и централне Азије, деловима Блиског истока. Зиму проводи у субсахарској Африци. Станиште му представљају тршћаци прошарани жбунастом вегетацијом, који се налазе близу воде. Неке од интересантних држава где су налажене током лутања су: Џибути, Фарска острва, Гибралтар, Исланд, Лихтенштајн и Сејшели.

## Биологија
Мужјаци заузимају територије које обележавају певањем и упарију се са једном, а неретко и са две женке. Гнездо гради у тршћацима близу земље ретко изнад воде. Облика је шолје и састоји се од спољашнјег грубог и унутрашнјег меког дела. Спољашњи део је повезан са 2-3 стабла трске и изграђено је од траве, лишћа трске и неретко паучине. Унутрашњи део је изграђен од финих власи траве, маховине, животинјске длаке и перја. Гнежђење започиње почетком априла. Храни се инсектима и њиховим ларвама, пужићима и осталим безкичмењацима.

## Трстењак рогожар у Србији
У прошлости врло честа и распрострањена врста по барама и ритовима. Почетком 21. века гнезди се у свим регионима Србије. Популација се процењује као стабилна и броји 14.800-20.700 гнездећих парова.На подручју Војводине налази се више од 65% националне популације, неких 11.000- 13.500 Гнездећих парова. Ван периода гнежђења, на сеоби, бележен је широм земље.